# G̱̓
Cette page contient des caractères spéciaux ou non latins. S’ils s’affichent mal (▯, ?, etc.), consultez la page d’aide Unicode.
G̱̓ (minuscule : g̱̓), appelé G macron souscrit virgule suscrite, est un graphème utilisé dans l’écriture du thompson.
Il s’agit de la lettre G diacritée d’un macron souscrit et d’une virgule suscrite.

## Utilisation
En thompson, avec l’orthographe de Bouchard, le g macron souscrit virgule suscrite ‹ g̱̓ › est utilisé pour transcrire une consonne fricative pharyngale voisée et dans le digramme ‹ g̱̓w ›,.

## Représentations informatiques
Le G macron souscrit virgule suscrite peut être représenté avec les caractères Unicode suivants :
- décomposé (latin de base, diacritiques) :

| formes    | représentations | chaînes de caractères | points de code       | descriptions                                                                       |
| --------- | --------------- | --------------------- | -------------------- | ---------------------------------------------------------------------------------- |
| majuscule | G̱̓               | G◌̱◌̓                   | U+0047 U+0331 U+0313 | lettre majuscule latine g diacritique macron souscrit diacritique virgule suscrite |
| minuscule | g̱̓               | g◌̱◌̓                   | U+0067 U+0331 U+0313 | lettre minuscule latine g diacritique macron souscrit diacritique virgule suscrite |